# Криж Йосип
Йосип Криж (угор. Krizs József, нар. 190?, Австро-Угорщина) — колишній чехословацький та угорський футболіст, згодом — радянський і український футбольний тренер та громадський спортивний діяч. Грав на позиції нападника. Чотирьохразовий срібний призер (1929, 1930, 1931, 1935) та дворазовий абсолютний чемпіон Словаччини (1933, 1936). Декількаразовий член другої збірної команди Чехословаччини з футболу (1935 — 1937).

## Клубна кар'єра
Свою футбольну кар'єру розпочав в Ужгородській вчительській семінарії. Згодом його запросили до новоутвореної команди «Русь» (Ужгород), дебют якої відбувся 4 червня 1926 року на матчі з місцевою командою «ЧсСК» (0 : 2). У 1926 — 1928 роках «Русь» провела з поперемінним успіхом декілька десятків товариських матчів, у тому числі і три міжнародних, та брала участь в календарних іграх чемпіонату краю, у якому двічі підряд займала друге призове місце. Він дуже добре зарекомендував себе в команді, став її капітаном та бомбардиром. «Русь» починаючи з 1929 року виступала у словацькій групі другої ліги першості Чехословаччини. Ця команда з його участю у 1929, 1930, 1931 та 1935 роках стала срібним призером, а у 1933 та 1936 роках — абсолютним чемпіоном першості тодішньої Словаччини з футболу. Крім того у 1936 році «Русь» виграла першість Підкарпатської Русі, стикові фінальні ігри аматорського чемпіонату Чехословаччини і завоювала право участі у вищій лізі чехословацького футболу. Протягом 1939 —1941 років він продовжив виступати в складі «Русі» (Ужгород), яка разом із теж ужгородською командою «УАК» та мукачівським «МШЕ» представляли край у чемпіонаті Угорщини серед команд другої ліги. Свою ігрову кар'єру він закінчив у 1941 році.

## Кар'єра тренера та спортивного діяча
Вже у кінці 1941 року він в Ужгороді підключився до організації підліткового футболу, в рамці якого влаштовувалися товариські, а згодом й календарні матчі з іншими дитячими та юнацькими командами міста. Саме з них розпочала свою футбольну кар'єру ціла плеяда футболістів, які вже в той час прославили край далеко за межами Чехословаччини, а згодом у першостях Угорщини, радянської України та Радянського Союзу. З часом він став одним з найвідоміших футбольних фахівців Закарпаття і тому після війни вибір кандидатури на посаду одного з тренерів збірної Закарпаття з футболу цілком логічно випав на нього. Ця команда на першій повоєнній республіканській спартакіаді у Києві виборола перше місце (1945).

## Досягнення

### Командні трофеї
- Чемпіон Словаччини з футболу (2): 1933, 1936
- Срібний призер чемпіонату Словаччини з футболу (4): 1929, 1930, 1931, 1935
- Червоний прапор Республіканського комітету фізкультури та спорту при Раднаркомі УРСР (1): (1945)